# Darevskia portschinskii
Darevskia portschinskii es una especie de lagarto del género Darevskia, familia Lacertidae. Fue descrita científicamente por Kessler en 1878.
Habita al este de la República de Georgia, sureste de Armenia y al sur de Azerbaiyán.